# Detektor obálky

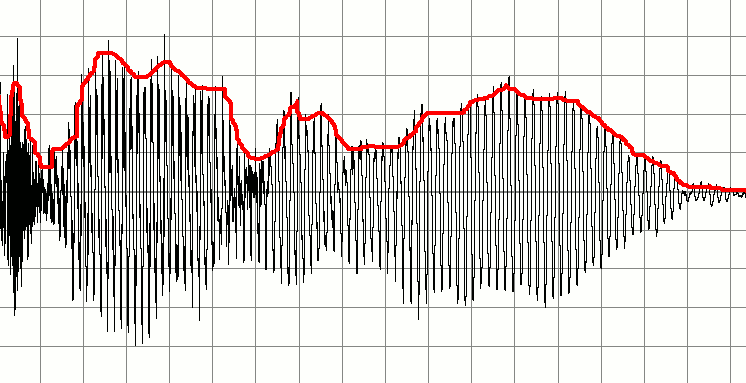
signál a jeho obálka červeně zvýrazněná

obvod jednoduchého obálkového demodulátoru

vstupní signál modře a úroveň jeho analytického výstupního signálu červeně, obálkový efekt

Obálkový detektor je elektronický obvod, který na vstupu má vysokofrekvenční signál a na výstupu poskytuje signál, který jakoby obaluje původní signál ze vstupu. Kondenzátor v obvodu uchovává náboj při náběžné hraně signálu a potom náboj pomalu uvolňuje přes vybíjecí rezistor při poklesu signálu. V sérii zapojená dioda usměrňuje přicházející signál, výsledkem je pouze kladné napětí mezi póly výstupu.
Většina detektorů obálky používá jednocestných nebo dvoucestných usměrňovačů signálu ke konverzi střídavého proudu na audio vstupu na pulsovaný signál stejnosměrného proudu. Filtrování je pak použito k vyhlazení konečného výsledku. Toto filtrování je zřídka ideální a četná nežádoucí "zvlnění" zůstávají na výstupu obálky. Zejména pro nízké frekvence vstupů, jako například z basové kytary. Více filtrace poskytuje hladší signál, ale snižuje citlivost. Proto by měl být obálkový detektor stavěný na míru konkrétnímu použití.

## Matematická definice obálky
Jakoukoliv amplitudovou nebo frekvenční modulaci lze zapsat ve tvaru
{\displaystyle x(t)=R(t)\cos(\omega t+\phi (t))\,}
V případě amplitudové modulace, φ (t), fázová složka signálu je konstantní a může být ignorována, takže veškeré informace v signálu je R(t) . R(t) se nazývá obálka signálu. Proto signál amplitudové modulace je dán vztahem
{\displaystyle x(t)=(C+m(t))\cos(\omega t)\,}
m(t), představuje originální informaci ve zvukových frekvencích, C nosnou amplitudu a R(t) je zde rovno C + m(t). Takže, pokud lze získat obálku signálu amplitudové modulace, můžeme z ní dostat původní zvukovou informaci